# Mulher-Maravilha (filme)
Wonder Woman (bra/prt: Mulher-Maravilha) é um filme norte-americano de super-herói de 2017, baseado na personagem homônima da DC Comics e distribuído pela Warner Bros. Pictures. É o quarto filme do Universo Estendido DC. O filme é dirigido por Patty Jenkins, com um roteiro de Allan Heinberg. O elenco é composto por Gal Gadot, Chris Pine, Robin Wright, Danny Huston, David Thewlis, Connie Nielsen e Elena Anaya. O filme conta a história da Princesa Diana, que cresce na ilha de Themyscira. Depois que o piloto americano Steve Trevor cai no mar da ilha e é resgatado por Diana, ele fala sobre a Primeira Guerra Mundial. Ela então deixa sua casa para tentar acabar com o conflito.
O desenvolvimento de um filme da Mulher-Maravilha estava em andamento desde 1996, com o projeto passando por várias pessoas. Jenkins assinou para dirigir em 2015. As filmagens começaram no final de novembro de 2015, com filmagens ocorrendo no Reino Unido, França e Itália antes de terminar em 19 de maio de 2016, o 123º aniversário do criador da personagem, William Moulton Marston. Também ocorreram filmagens adicionais em novembro de 2016. Jenkins é a primeira mulher a dirigir um filme de super-herói com uma protagonista feminina.
Wonder Woman estreou no Pantages Theatre em Hollywood, Califórnia em 26 de maio de 2017 e foi lançado em 3D e IMAX 3D em 2 de junho de 2017 nos Estados Unidos, e em 1 de junho de 2017 no Brasil e em Portugal. Recebeu comentários bastante positivos dos críticos, com muitos elogios a direção, atuações e trilha sonora. Sua sequência foi lançada em dezembro de 2020.

## Enredo
Nos tempos atuais, após os eventos de Batman v Superman: Dawn of Justice, Diana Prince, que trabalha no Departamento de Antiguidades do Museu do Louvre, recebe uma fotografia da Primeira Guerra Mundial de seu correio enviada pela Wayne Enterprises e lembra de seu passado.
Diana nasceu e cresceu na ilha escondida de Themyscira, lar da raça Amazona de mulheres guerreiras criadas pelos deuses do Monte Olimpo para proteger a humanidade contra a corrupção de Ares, o Deus da Guerra. No passado distante, Ares matou todos os olímpicos, mas seu pai mortalmente ferido, Zeus, o derrotou. Antes de sucumbir aos seus ferimentos, Zeus deixou às amazonas uma arma capaz de matar seu filho renegado: a "Godkiller", que Diana acredita ser uma espada cerimonial. Rainha Hipólita, a rainha das Amazonas, mãe de Diana, acredita que Ares nunca mais retornará e, portanto, proíbe Diana de treinar como guerreira, mas Diana e sua tia, General Antíope, desafiam a rainha e começam a treinar em segredo. Quando as duas são descobertas pela Hipólita, a Antiope convence sua irmã de permitir que o treinamento de Diana continue.
Quando jovem, Diana resgata o capitão Steve Trevor, um piloto das Forças Expedicionárias Americanas, depois que seu avião cai fora da costa de Themyscira. A ilha logo é invadida pelo grupo de pouso de um cruzador alemão que perseguia Steve. As amazonas se engajam e matam todos os marinheiros alemães, mas Antiope morre interceptando uma bala alemã que ia em direção a Diana. Interrogado com o Laço da Verdade, Steve revela que a Primeira Guerra Mundial está furiosa no mundo exterior e que ele é um espião aliado. Ele roubou um caderno com uma valiosa informação da cientista espanhola Isabel Maru, também conhecida como "Doutora Veneno", que está tentando formular uma forma mais mortal de gás mostarda sob as ordens do general Erich Ludendorff. Acreditando que Ares é responsável pela guerra, Diana se arma com a espada cerimonial e deixa Themyscira com Steve para encontrar e destruir Ares.
Quando os dois chegam a Londres, entregam o caderno de Maru aos superiores de Steve, incluindo Sir Patrick Morgan, que está tentando negociar um armistício com a Alemanha. Diana traduz as notas de Maru e revela que os alemães planejam liberar o gás mortal na guerra. Embora proibido por seus comandantes de agir, Steve, com financiamento secreto de Sir Patrick, recruta espião Sameer, o ator Charlie e o contrabandista Chief para ajudar ele e Diana a se infiltrarem em linhas inimigas e evitar que o gás seja liberado. Quando a equipe atinge a Frente Ocidental na Bélgica, eles são interrompidos por metralhadoras inimigas, mas Diana sai sozinha no meio da Terra de ninguém e reúne as forças aliadas por trás dela para libertar a aldeia de Veld. A equipe comemora e tira a fotografia do grupo vista no início do filme. Mais tarde naquela noite, Diana e Steve compartilharam um beijo e fica implícito que passaram a noite juntos.
A equipe descobre que uma festa de gala será realizada no Alto Comando Alemão. Steve se infiltra na festa, com a intenção de localizar o gás mostarda e destruí-lo. Diana, no entanto, acredita que Ludendorff é Ares e quer matá-lo para acabar com a guerra. Steve a impede para não comprometer sua missão. Ludendorff desencadeia o gás mostarda em Veld, matando todos os seus habitantes. Diana culpa Steve por intervir e persegue o general a uma base militar onde o gás está sendo carregado em um bombardeiro para Londres. Diana luta e mata Ludendorff, que é fisicamente aprimorado por outro dos gases da Dr. Maru, mas fica abatida quando sua morte não pára a guerra.
Sir Patrick aparece e revela que ele é realmente Ares. Ele diz a Diana que, embora tenha sutilmente dado ideias e inspirações humanas, a decisão da humanidade é a causa da guerra e da violência. Depois de destruir a espada cerimonial, Ares revela que Diana é a verdadeira "Godkiller": ela é filha de Zeus e Hipólita. Ares tenta convencer Diana de que a humanidade é intrinsecamente corrupta e que ela deve ajudá-lo a destruir a humanidade para restaurar o paraíso na Terra. Enquanto a batalha e o resto da equipe de Steve destroem o laboratório da Dr. Maru, Steve se sacrifica pilotando o bombardeiro transportando o gás para uma altitude segura, resultando em uma explosão ardente no Céu para evitar que o gás atinja seu destino. Ares tenta aproveitar a fúria de Diana pela morte de Steve, convencendo-a matar a desamparada Dr. Maru, mas as lembranças de Steve a inspiraram que os humanos são bons dentro deles e ela poupa Maru por misericórdia antes de dominar e destruir Ares. De volta a Londres, a nação celebra o fim da guerra.
Nos tempos atuais, Diana envia um e-mail para Bruce Wayne agradecendo a foto e reafirma sua missão para proteger toda a vida como Mulher Maravilha.

## Elenco e personagens
- Gal Gadot como Diana Prince / Mulher-Maravilha: Uma imortal princesa guerreira amazona, filha de Hipólita e Zeus.[9] Gadot descreveu sua personagem como tendo "muitos pontos fortes e poderes, mas no final do dia ela é uma mulher com muita inteligência emocional."[10] Quanto à forma como seu personagem seria diferente da sua aparição em Batman v Superman: Dawn of Justice, Gadot disse: "Nós voltamos 100 anos para quando ela é mais ingênua", explicando ainda: "Ela é essa jovem idealista. A mulher experiente, super-confiante, crescida que você já viu."[11] Gadot praticou artes marciais diferentes e ganhou 17 quilos de músculo para o papel.[12][13] Élodie Yung e Olga Kurylenko também fizeram teste para o papel.[14] Gadot assinou um contrato de três filmes e estreou em Batman v Superman.[15] Lilly Aspel interpreta Diana com 8 anos,[16] enquanto Emily Carey interpreta Diana com 12 anos.[17][18]

- Chris Pine como Steve Trevor: Um capitão do Serviço Aéreo do Exército dos Estados Unidos que é o interesse do amoroso de Diana.[19][20] Pine descreveu seu personagem como um "realista e cínico que viu a natureza brutal e terrível da civilização moderna" e acrescentou que ele é um "cara mundano, um cara encantador".[21] Pine assinou um contrato de multi-imagem.[19]

- Robin Wright como General Antíope: A irmã de Hipólita, tia e mentora de Diana.[22]

- Connie Nielsen como Rainha Hipólita: A rainha Amazona de Themyscira e a mãe de Diana. Nicole Kidman estava em negociações para o papel, mas foi forçada a largar devido a conflitos de agendamento com Big Little Lies.[23] Nielsen já havia sido considerada para o papel da mãe do Superman, Lara Lor-Van, em Man of Steel.[24]

- David Thewlis como Ares: O Deus da Guerra e traiçoeiro filho de Zeus, que se disfarça como um homem chamado Sir Patrick Morgan, um defensor da paz no Gabinete de Guerra Imperial, mas quer destruir a humanidade.[25][26][27] Sean Bean foi considerado para o papel antes da escolha de Thewlis.[28]

- Danny Huston como Erich Ludendorff: Um ambicioso general do Exército Alemão durante a Primeira Guerra Mundial.[29]

- Elena Anaya como Dra. Isabel Maru / Doutora Veneno: Uma cientista espanhola associada ao general Ludendorff, especialista em química e venenos.[29]

- Ewen Bremner como Charlie: Um especial atirador escocês alcoólatra, que já encarou a guerra e tem transtorno de estresse pós-traumático; um aliado de Trevor.

- Saïd Taghmaoui como Sameer: Um artista francês de origem marroquina e agente secreto; um aliado de Trevor.[30]

- Eugene Brave Rock como Chefe: Um contrabandista nativo americano que negocia com os dois lados da guerra e sabe como levar as pessoas pelas linhas de frente.[31]

- Lucy Davis como Etta Candy: A leal e amigável secretária de Steve Trevor que se torna amiga de Diana.[32]

- Lisa Loven Kongsli como Menalippe: Tenente de Antiope.[22]

Amazonas adicionais incluem Mayling Ng, Florence Kasumba, Madeleine Vall e a boxeadora Ann Wolfe como Orana, Senadora Acantha, Egeria e Artemis, respectivamente. A modelo holandêsa Doutzen Kroes interpreta a Amazona Venelia. Samantha Jo, que anteriormente interpretou a Kryptoniana Car-Vex em Man of Steel, interpreta a Amazona Euboea.Zack Snyder aparece rapidamente como um soldado.

## Dublagem brasileira
- Estúdio de dublagem: Delart[42]
- Direção de Dublagem:  Andrea Murucci[42]
- Cliente:  Warner Bros[42]
- Tradução:  Bianca Daher[42]
- Direção musical:  Gustavo Andriewiski[42]
- Técnico(s) de Gravação:  Léo Santos e Luiz Martins[42]

Dubladores
- Diana: Flavia Saddy[42]
- Steve: Marcelo Garcia[42]
- Hipólita: Lina Rossana[42]
- Sir Patrick: Reinaldo Pimenta[42]
- Charlie: Fernando Mendonça[42]
- General Ludendorff: Elcio Romar[42]
- Doutora Maru: Isabela Quadros[42]
- Antíope: Carla Pompilio[42]
- Etta: Marcia Morelli[42]
- Chefe: Eduardo Dascar[42]
- Menalippe: Elida L'Astorina[42]
- General Haig: Pádua Moreira[42]
- Sameer: Alexandre Moreno[42]
- Coronel Darnel: Alfredo Martins[42]
- Fausta: Telma Da Costa[42]
- Venelia: Regina Maria[42]

## Produção

### Primeiras tentativas
O desenvolvimento de um filme da Mulher Maravilha iniciou em 1996, com Ivan Reitman como produtor e possível diretor. Três anos depois, o projeto foi anexado a Jon Cohen, que estava adaptando Mulher Maravilha para o produtor Joel Silver e a Warner Bros., com a esperança de que Sandra Bullock iria estrelar. Silver se aproximou de Todd Alcott dois anos depois para escrever o roteiro, com Silver Pictures patrocinando o projeto. Os primeiros rumores ligaram atrizes como Angelina Jolie, Beyoncé Knowles, Bullock, Rachel Bilson, Nadia Bjorlin, Megan Fox, Eliza Dushku e Catherine Zeta-Jones ao papel de Mulher Maravilha. Leonard Goldberg, falando em uma entrevista de maio de 2001, nomeou Bullock como uma forte candidata para o projeto. Bullock afirmou que ela foi abordada para o papel, enquanto a lutadora Chyna manifestou interesse. Lucy Lawless de Xena: Warrior Princess indicou que estaria mais interessada se a Mulher Maravilha fosse retratada como uma "heroína falha" mais interessante. O roteiro passou então por vários rascunhos escritos por Alcott, Cohen, Becky Johnston e Philip Levens e em agosto de 2003, Levens foi substituído pelo roteirista Laeta Kalogridis.
Em março de 2005, a Warner Bros. e a Silver Pictures anunciaram que Joss Whedon escreveria e dirigiria a adaptação cinematográfica da Mulher Maravilha. Desde que Whedon estava dirigindo Serenity na época, e precisava de tempo para pesquisar a história de fundo da Mulher Maravilha, ele não começou o roteiro até o final de 2005. Enquanto Whedon declarou em maio de 2005 que não escalaria uma atriz até que ele terminasse o roteiro, Charisma Carpenter, Morena Baccarin e Priyanka Chopra estavam em conversas para interpretar a Mulher Maravilha no filme de Whedon. Depois de quase dois anos, no entanto, Whedon não tinha escrito um roteiro completo, e em 2007 deixou o projeto.
Um dia antes da partida de Whedon de Mulher Maravilha, a Warner Bros. e a Silver Pictures compraram um spec script escrito por Matthew Jennison e Brent Strickland. Ambientado durante a Segunda Guerra Mundial, o roteiro impressionou executivos da Silver Pictures. No entanto, Silver afirmou que comprou o roteiro porque não queria que os direitos revertessem; embora admitindo que o roteiro teve boas idéias, Silver não queria que Mulher Marvilha fosse um filme de época. Em abril de 2008, Silver contratou Jennison e Strickland para escrever um novo roteiro definido na época contemporânea que não retrataria a origem da Mulher Maravilha, mas exploraria a história da Ilha do Paraíso.

### Desenvolvimento
Em 2010, a Warner Bros. afirmou que o filme estava em desenvolvimento, juntamente com filmes baseados nos super-heróis da DC Comics, Flash e Aquaman. Com o lançamento de Man of Steel em junho de 2013, foi dito que tanto Mulher Maravilha quanto Aquaman ainda estavam nos planos da Warner. A chefe da DC Entertainment, Diane Nelson, disse que Mulher Maravilha "tem sido uma das três prioridades da DC e da Warner Bros. Ainda estamos tentando agora, mas ela é complicada [de adaptar]." Em 5 de outubro de 2013, o presidente da WB, Kevin Tsujihara, disse que queria levar a Mulher Maravilha para o cinema ou para a TV. Pouco depois, Paul Feig disse que havia sugerido ao estúdio uma ideia para Mulher Maravilha como um filme de ação e comédia. A Waner então começou a procurar diretoras para dirigir o filme; o estúdio tinha Kathryn Bigelow, Catherine Hardwicke, Mimi Leder, Karyn Kusama, Julie Taymor, Michelle MacLaren e Tricia Brook na lista de possíveis diretoras. Em novembro de 2014, Michelle MacLaren foi escolhida como diretora e também cuidaria do roteiro em parceria com outros escritores. Em dezembro, MacLaren disse que a Warner Bros ainda não havia dado o sinal verde oficial para a produção e que não havia nenhum roteiro ou data de lançamento. Ela eventualmente deixou a direção devido a diferenças criativas. Segundo o Badass Digest, MacLaren e o estúdio tiveram muitas discórdias – incluindo em que período o filme seria situado. Tendo uma visão bem particular do projeto, uma das ideias de MacLaren era de que Diana tivesse como companheiro um tigre místico falante.
Em abril de 2015, Patty Jenkins aceitou a oferta de dirigir Mulher Maravilha, com um roteiro de Allan Heinberg e uma história co-escrita por Heinberg & Zack Snyder e Jason Fuchs. Desta versão, a protagonista Gal Gadot disse:
Durante muito tempo, as pessoas não sabiam como abordar essa história. Quando Patty e eu tivemos nossas conversas criativas sobre a personagem, percebemos que Diana poderia ainda ser uma mulher normal. Uma mulher com valores muito elevados, mas ainda uma mulher. Ela pode ser sensível. Ela é inteligente e independente emocionalmente. Ela pode estar confusa. Ela pode perder sua confiança ou não. Ela é tudo. Ela tem um coração humano.
O roteiro altera as origens originais dos quadrinhos da Mulher Maravilha dentro do contexto da Segunda Guerra Mundial, movendo-a para a década de 1910 e a Primeira Guerra Mundial. Quanto ao desenvolvimento da história, Jenkins credita as histórias do criador da personagem William Moulton Marston na década de 1940 e das histórias seminais de George Perez na década de 1980, nas quais ele modernizou a personagem. Além disso, o filme também segue as mudanças da origem da DC Comics nos Novos 52, onde Diana é a filha de Zeus, ao invés de uma figura criada a partir de argila pelos deuses. Jenkins citou o longa-metragem Superman, de 1978, dirigido por Richard Donner e estrelado por Christopher Reeve, como uma inspiração. "Aquele filme mostra para você qual a sensação de ter grandes poderes e a capacidade de fazer grandes coisas com eles. É um filme cheio de amor e emoção."

### Filmagens
A produção começou em 21 de novembro de 2015, sob o título de produção Nightingale. Entre as locações do filme estão a Estação de King's Cross e a Trafalgar Square em Londres, com várias atrações no Sul da Itália, como o Sassi di Matera, Castel del Monte, Palinuro e Camerota. Matthew Jensen foi o diretor de fotografia, filmando no Reino Unido, França e Itália. A produção em Londres terminou em 13 de março de 2016. Em 20 de março de 2016, as filmagens estavam em andamento na Itália. No final de abril, as filmagens aconteceram no Museu do Louvre, onde um caminhão da Wayne Enterprises foi visto ao lado de Gadot. A produção terminou no dia 9 de maio de 2016. Patty Jenkins e o diretor de fotografia Matt Jensen revelaram que o visual do filme foi inspirado pelo pintor John Singer Sargent. Refilmagens ocorreram em novembro de 2016, enquanto Gal Gadot estava grávida de cinco meses. Um pano verde foi colocado sobre seu estômago para editar sua gravidez durante a pós-produção.

### Pós-produção
Bill Westenhofer é o supervisor de efeitos visuais e Martin Walsh é o editor.

### Música
Em 3 de novembro de 2016, Rupert Gregson-Williams foi contratado para escrever e compor a música do filme. Ele é acompanhado por Tom Howe, Paul Mounsey, e Andrew Kawczynski que fornecem música adicional. A trilha sonora é lançada no mesmo dia do filme em CD, digital e vinil.
A cantora australiana Sia escreveu uma canção para o filme, intitulada "To Be Human", com o músico inglês Labrinth, que também está na trilha sonora.

## Lançamento
Mulher Maravilha realizou sua estreia mundial em Xangai em 15 de maio de 2017. Em 31 de maio, Mulher Maravilha foi banido no Líbano, pelo Ministro da Economia, por ter a protagonista interpretada por uma atriz israelita, Gal Gadot, que possui treinamento militar e foi Miss Israel.

### Marketing
O sucesso da série de televisão Supergirl influenciou a estratégia de marketing usada para Mulher Maravilha. De acordo com Kristen O'Hara, diretora do departamento de marketing da Time Warner, eles quiseram aproximar a campanha de marketing de Mulher Maravilha em uma maneira semelhante à de Supergirl na televisão. O'Hara explicou que a campanha modesta que eles fizeram para Supergirl ajudou no estabelecimento de uma grande fanbase feminina bem antes da série, que teria gerado 5 milhões de garotas fãs de super-heróis em uma semana. Eles foram capazes de modelar e aumentar essa audiência nos 15 meses seguintes até o lançamento de Mulher Maravilha. Embora nem o filme ou a série são destinados apenas ao público feminino, a campanha deste último deu-lhes a primeira oportunidade de começar a recolher dados sobre os fãs de super-heróis do sexo feminino. Em maio de 2017, um comercial promovendo Mulher-Maravilha foi lançado durante o final de temporada de Supergirl, na The CW, com um remix da música "These Boots Are Made for Walkin'" e Supergirl (Melissa Benoist) usando as botas da Mulher Maravilha. A promo incluiu uma aparição de Lynda Carter, estrela de Mulher-Maravilha dos anos 70, que interpreta a Presidente dos Estados Unidos em Supergirl.
O site de venda de ingressos Fandango informou que Mulher-Maravilha completou a etapa final de sua campanha de marketing como o mais esperado blockbuster do verão de 2017, de acordo com uma pesquisa realizada por 10.000 eleitores, a maior pesquisa na história da empresa.
Em maio de 2016, Danica Patrick, motorista da NASCAR, dirigiu seu carro número 10 com um esquema de pintura de Mulher Maravilha no Go Bowling 400 no Kansas Speedway e no Monster Energy Open em Charlotte.

## Recepção

### Bilheteria
Depois de faturar US$ 11 milhões nas pré-estreias dos Estados Unidos, Mulher-Maravilha faturou mundialmente US$223 milhões no seu primeiro fim de semana, se tornando a maior estreia de um filme dirigido por uma mulher. Continuou batendo recordes nas próximas semanas. O longa de Patty Jenkins se tornou a maior bilheteria da história para um filme dirigido por uma mulher, com US$ 824 milhões mundialmente, superando os US$608 milhões de Mamma Mia!. O único a superar é o filme chinês de 2021 Hi, Mom. Em 2023, o filme Barbie ultrapassou todos esses feitos, tornando-se a maior estreia de um filme dirigido por uma mulher, com US$337 milhões mundialmente. E também a maior bilheteria geral, batendo a marca do US$1 bilhão.

### Crítica
Mulher Maravilha foi aclamado pela crítica especializada. O Rotten Tomatoes reporta 93% de aprovação, baseado em uma amostra de 295 análises com uma nota média de 7,6/10. O consenso da crítica no site diz: "Emocionante, sincero e animado pelo desempenho carismático de Gal Gadot, Mulher Maravilha é um sucesso de forma espetacular." No Metacritic, o filme tem uma pontuação de 76/100, com base em 50 análises, indicando "críticas geralmente favoráveis".

## Prêmios e indicações
| Prêmio                                           | Categoria                                        | Indicação                                 | Resultado | Referência      |
| ------------------------------------------------ | ------------------------------------------------ | ----------------------------------------- | --------- | --------------- |
| American Film Institute                          | Top Ten Films of the Year                        | Mulher Maravilha                          | Venceu    | [ 115 ]         |
| Critics' Choice Movie Awards                     | Best Action Movie                                | Mulher Maravilha                          | Pendente  | [ 116 ]         |
| Critics' Choice Movie Awards                     | Best Costume Design                              | Lindy Hemming                             | Pendente  | [ 116 ]         |
| Critics' Choice Movie Awards                     | Best Visual Effects                              | Mulher Maravilha                          | Pendente  | [ 116 ]         |
| Detroit Film Critics Society                     | Breakthrough                                     | Gal Gadot                                 | Indicado  | [ 117 ]         |
| Dragon Awards                                    | Best Science Fiction or Fantasy Movie            | Mulher Maravilha                          | Venceu    | [ 118 ]         |
| Dublin Film Critics' Circle                      | Best Director                                    | Patty Jenkins                             | Finalista | [ 119 ]         |
| Golden Trailer Awards                            | Best of Show                                     | Mulher Maravilha                          | Venceu    | [ 120 ]         |
| Golden Trailer Awards                            | Best Fantasy / Adventure                         | Mulher Maravilha                          | Venceu    | [ 120 ]         |
| Golden Trailer Awards                            | Best Summer 2017 Blockbuster Poster              | Mulher Maravilha                          | Venceu    | [ 120 ]         |
| Golden Trailer Awards                            | Best Summer 2017 Blockbuster Trailer             | Mulher Maravilha                          | Indicado  | [ 120 ]         |
| Golden Trailer Awards                            | Best Fantasy / Adventure Poster                  | Mulher Maravilha                          | Indicado  | [ 120 ]         |
| Hollywood Music in Media Awards                  | Best Original Score – Sci-Fi/Fantasy/Horror Film | Rupert Gregson-Williams                   | Indicado  | [ 121 ]         |
| IndieWire Critic's Poll                          | Most Anticipated of 2017                         | Mulher Maravilha                          | Indicado  | [ 122 ]         |
| International Online Cinema Awards               | Best Visual Effects                              | Mulher Maravilha                          | Indicado  | [ 123 ]         |
| International Online Cinema Awards               | Best Sound Mixing                                | Mulher Maravilha                          | Indicado  | [ 123 ]         |
| International Online Cinema Awards               | Best Original Song                               | To Be Human - Sia                         | Indicado  | [ 123 ]         |
| Los Angeles Online Film Critics Society          | Best Female Director                             | Mulher Maravilha                          | Indicado  | [ 124 ]         |
| Los Angeles Online Film Critics Society          | Best Stunt Work                                  | Mulher Maravilha                          | Indicado  | [ 124 ]         |
| Los Angeles Online Film Critics Society          | Best Action/War                                  | Mulher Maravilha                          | Indicado  | [ 124 ]         |
| Los Angeles Online Film Critics Society          | Best Blockbuster                                 | Mulher Maravilha                          | Venceu    | [ 124 ]         |
| Los Angeles Online Film Critics Society          | Best Visual Efects                               | Mulher Maravilha                          | Indicado  | [ 124 ]         |
| Memphis Online Film Critics Awards               | Best Costume Design                              | Mulher Maravilha                          | Venceu    | [ 125 ]         |
| National Board of Review                         | Spotlight Award                                  | Patty Jenkins                             | Venceu    | [ 126 ]         |
| National Board of Review                         | Spotlight Award                                  | Gal Gadot                                 | Venceu    | [ 126 ]         |
| North Texas Film Critics Association             | Best Actress                                     | Gal Gadot                                 | Indicado  | [ 127 ]         |
| North Texas Film Critics Association             | Best Director                                    | Patty Jenkins                             | Indicado  | [ 127 ]         |
| North Texas Film Critics Association             | Best Cinematography                              | Matthew Jensen                            | Indicado  | [ 127 ]         |
| Festival Internacional de Cinema de Palm Springs | Rising Star Award – Actress                      | Gal Gadot                                 | Venceu    | [ 128 ]         |
| Phoenix Film Critics Society                     | Best Costume Design                              | Mulher Maravilha                          | Indicado  | [ 129 ]         |
| Phoenix Film Critics Society                     | Best Visual Effects                              | Mulher Maravilha                          | Indicado  | [ 129 ]         |
| Santa Barbara Film Festival                      | Virtuosos Award                                  | Gal Gadot                                 | Venceu    | [ 130 ]         |
| Satellite Awards                                 | Best Adapted Screenplay                          | Allan Heinberg, Zack Snyder e Jason Fuchs | Pendente  | [ 131 ]         |
| Satellite Awards                                 | Best Original Score                              | Rupert Gregson-Williams                   | Pendente  | [ 131 ]         |
| Satellite Awards                                 | Best Visual Effects                              | Mulher Maravilha                          | Pendente  | [ 131 ]         |
| Prémios Screen Actors Guild 2018                 | Melhor Elenco de Dublês num Filme                | Mulher Maravilha                          | Pendente  | [ 132 ]         |
| Teen Choice Awards                               | Choice Action Movie                              | Mulher Maravilha                          | Venceu    | [ 133 ] [ 134 ] |
| Teen Choice Awards                               | Choice Action Movie Actor                        | Chris Pine                                | Venceu    | [ 133 ] [ 134 ] |
| Teen Choice Awards                               | Choice Action Movie Actress                      | Gal Gadot                                 | Venceu    | [ 133 ] [ 134 ] |
| Teen Choice Awards                               | Choice Movie Ship                                | Gal Gadot & Chris Pine                    | Indicado  | [ 133 ] [ 134 ] |
| Teen Choice Awards                               | Choice Liplock                                   | Chris Pine & Gal Gadot                    | Indicado  | [ 133 ] [ 134 ] |
| Teen Choice Awards                               | Choice Summer Movie                              | Mulher Maravilha                          | Indicado  | [ 133 ] [ 134 ] |
| Teen Choice Awards                               | Choice Summer Movie Actor                        | Chris Pine                                | Indicado  | [ 133 ] [ 134 ] |
| Teen Choice Awards                               | Choice Summer Movie Actress                      | Gal Gadot                                 | Indicado  | [ 133 ] [ 134 ] |
| Washington D.C. Area Film Critics Association    | Best Production Design                           | Aline Bonetto e Anna Lynch-Robinson       | Indicado  | [ 135 ]         |
| Women Film Critics Circle                        | Women’s Work: Best Ensemble                      | Mulher Maravilha                          | Pendente  | [ 136 ]         |
| Women Film Critics Circle                        | Best Female Action Hero                          | Mulher Maravilha                          | Pendente  | [ 136 ]         |
| Women Film Critics Circle                        | Best Equality Of The Sexes                       | Mulher Maravilha                          | Pendente  | [ 136 ]         |

## Sequência
No San Diego Comic Con International 2017, a Warner Bros. anunciou oficialmente que uma sequência será lançada em 13 de dezembro de 2019; a data foi movida para 01 de novembro de 2019 para evitar a competição com Star Wars: Episódio IX. Mais tarde, Jenkins foi oficialmente contratada para retornar como diretora, com a confirmação de que Gadot retornará como o papel titular. Mais tarde, o estúdio contratou David Callaham para co-escrever o roteiro do filme com Jenkins e Geoff Johns.